# 猛犬注意

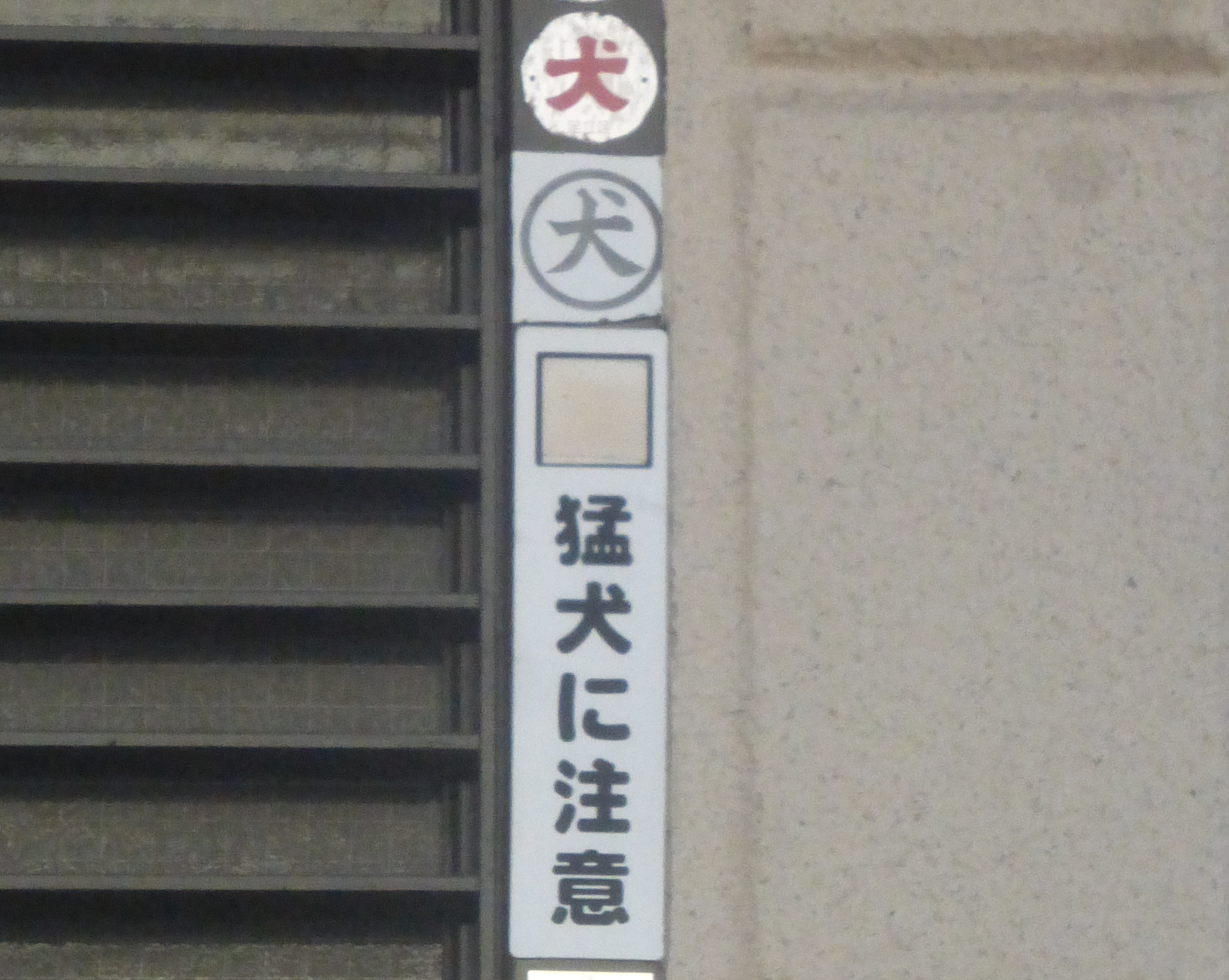
看板の例

猛犬注意（もうけんちゅうい、英：Beware of the dog または 英：Beware of dog）は、人間に危害を及ぼすおそれのある犬が中にいることを警告するために掲げられる看板に書かれる文言である。窃盗犯の侵入を防ぐため、犬がいなくともあえてこの文言の入った看板が掲げられる場合もある。

## 歴史

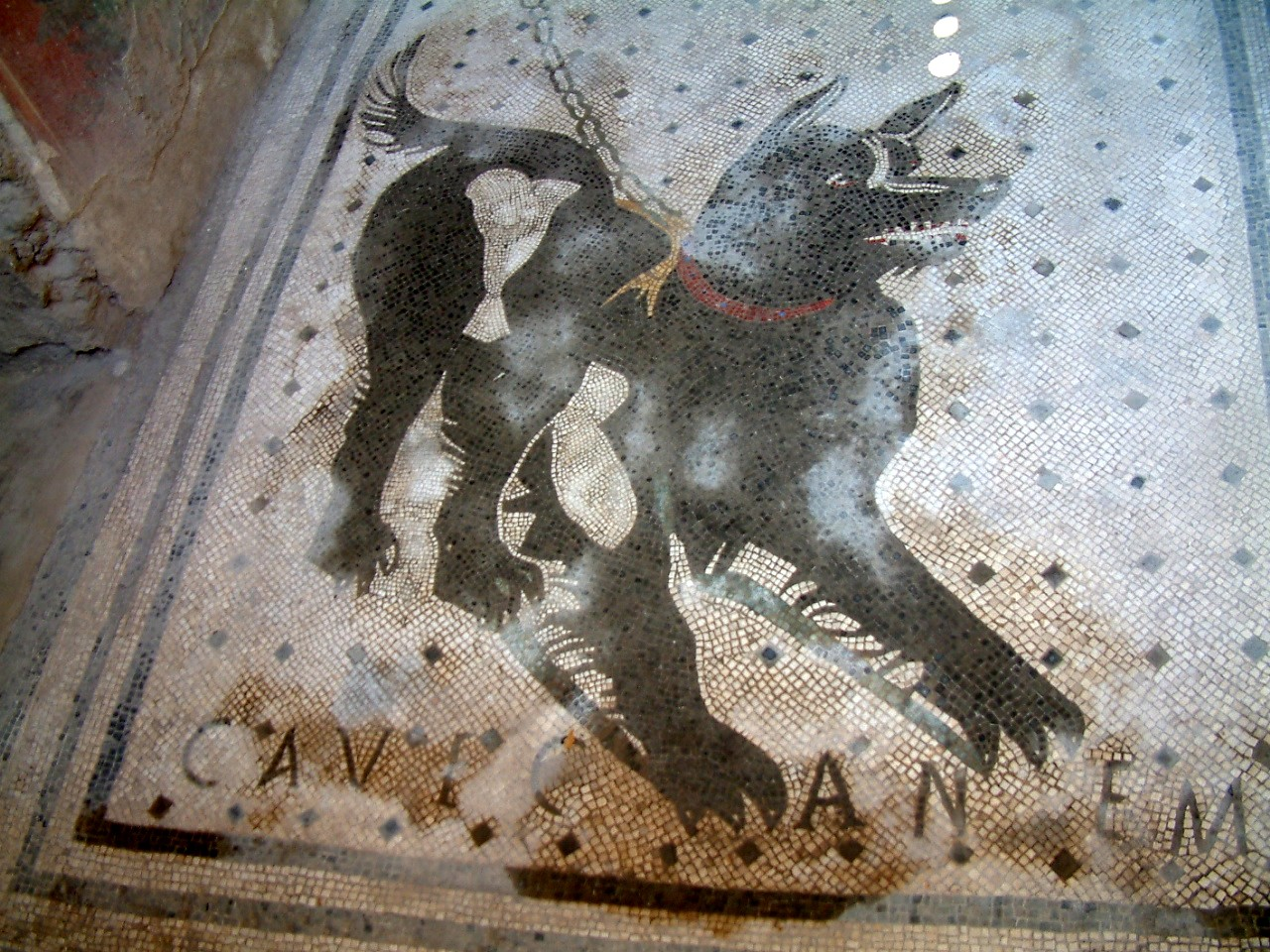
Cave canem

この種の看板の古い事例として、古代ローマの建物であるポンペイの悲劇詩人の家にある"Cave canem"（犬に注意）と書かれたモザイクが知られている。もっとも、このモザイクは中に危険な犬がいると警告しているのではなく、中に小さくひ弱なイタリアン・グレイハウンド種の犬がいるため、誤って踏みつけないよう訪問者に注意を促しているのだとも言われている。

## 法的効力

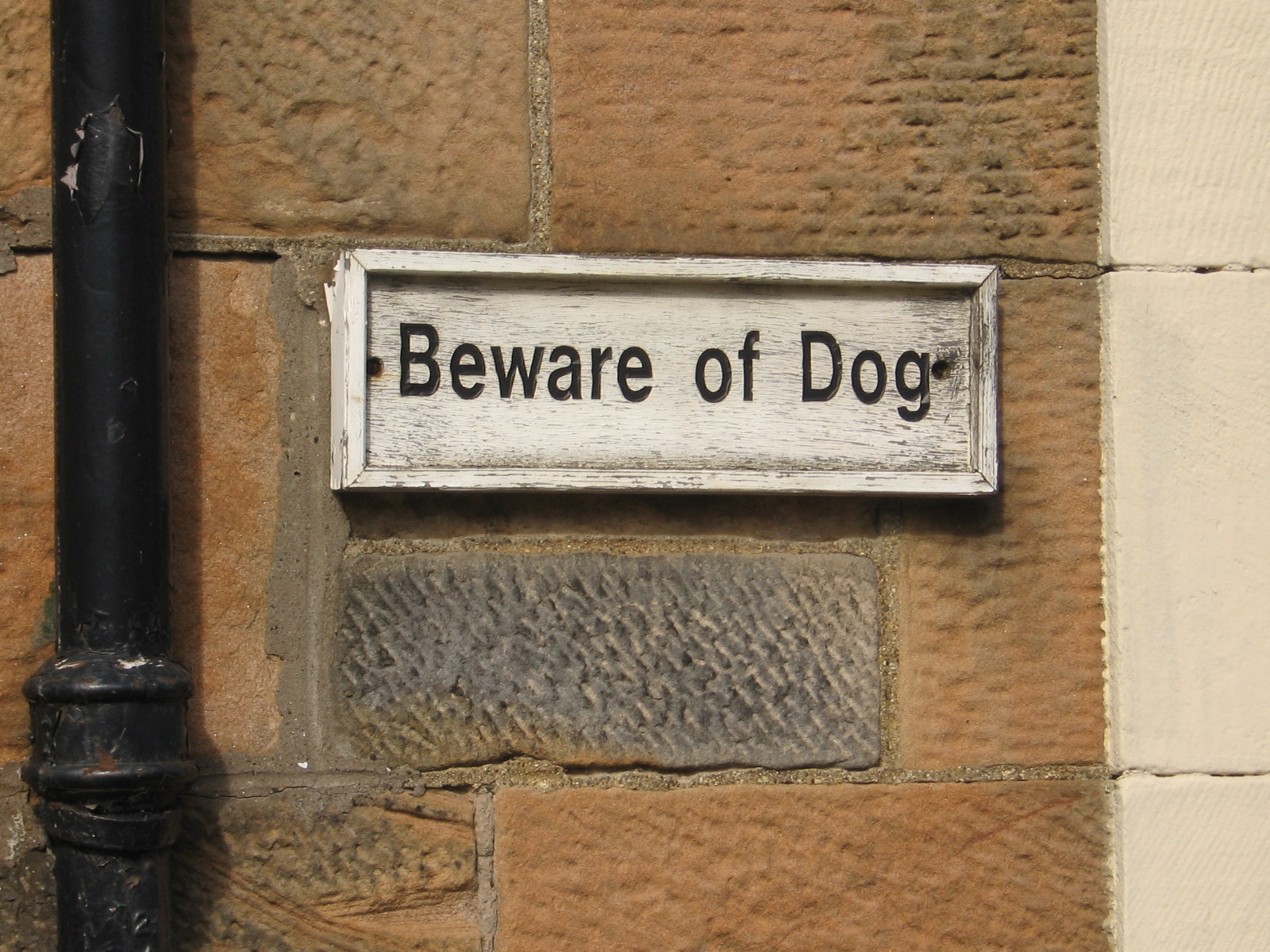
グラスゴー共同墓地にある看板

英国法において、単に猛犬注意と書かれた看板を設置しただけでは犬が人に危害を加えた場合の飼い主の責任が免除されることはない。